# Jörg Schieke
Jörg Schieke (* 28. Dezember 1965 in Rostock) ist ein deutscher Schriftsteller und Poet.

## Leben
Jörg Schieke wuchs in Stralsund auf. Von 1995 bis 1999 absolvierte er ein Studium am Deutschen Literaturinstitut in Leipzig. Von 1997 bis 1998 war Schieke Redakteur der Literaturzeitschrift Edit und von 1998 bis 2003 Lektor im Gustav-Kiepenheuer-Verlag. Seitdem lebt er als freier Journalist und Schriftsteller in Leipzig.
Jörg Schieke ist Verfasser von Kurzprosa und Gedichten. Er ist Mitglied der Autonama und erhielt u. a. 1996 den Clemens-Brentano-Preis, 1998 das Leipziger Literaturstipendium sowie 2005 ein Stipendium der Kulturstiftung des Freistaates Sachsen.

## Werke
- Jörg Schieke: Die Rosen zitieren die Adern. Gedichte. Druckhaus Galrev, Berlin 1995, ISBN 3-910161-62-6.
- Jörg Schieke: Seemanns Gesten. Connewitzer Verlagsbuchhandlung, Leipzig 1997, ISBN 3-928833-70-7.
- Eva Simon, Jörg Schieke, Martin Hoffmeister: Morgens in Mitteldeutschland. Eine Gemeinschaftsproduktion des MDR Figaro, das Kultur-Radio des Mitteldeutschen Rundfunks. Verlag Klaus-Jürgen Kamprad, Altenburg 2006, ISBN 978-3-930550-44-9 (Buch & CD).
- Jörg Schieke: Count down. Ein Reisegedicht. Mitteldeutscher Verlag, Halle/Saale 2007, ISBN 978-3-89812-432-4.
- Jörg Schieke: Antiphonia. Gedicht, poetenladen, Leipzig 2018, ISBN 978-3-940691-93-4
- Jörg Schieke: Silverman schickt mich. Gedichte. poetenladen, Leipzig 2024, ISBN 978-3-948305-22-2